# انتونیو اپوپس
انتونیو اپوپس (انگلیسی: Antonio Oppes; ۲۶ اوت ۱۹۱۶ – ۸ ژوئن ۲۰۰۲) سوارکار اهل ایتالیا بود.
وی در مسابقات کشوری و بین‌المللی در مجموع برندهٔ ۱ مدال برنز شده‌است.